# سیارک ۸۳۹۹
سیارک ۸۳۹۹ (به انگلیسی: 8399 Wakamatsu، نامگذاری:1994AD) هشت هزار و سیصد و نود و نهمین سیارک کشف شده‌است که در ۲ ژانویه ۱۹۹۴ کشف شد.